# Сибгипромез
«Сибгипромез» (Сибирский институт по проектированию металлургических заводов) — проектный институт, располагавшийся в городе Новокузнецке и существовавший с 1956 по 2012 года.

## История
Гипромез начал работать над проектированием КМК с самого рождения в 1926 года. В Сибири в 1920-х годах действовал филиал Гипромеза- Тельбсбюро, (в начале 1940-х — Кузнецкий филиал. Сам сибгипромез учреждён в 1956 году Занимался проектированием металлургических предприятий в восточной части СССР (в т ч и ЗСМК). Являлся филиалом Гипромеза. С 1950 по 1986 года располагался на улице Орджоникидзе, дом 13. С 1986 года переехал в здание по улица Орджоникидзе, 35. С 1991 года акционирован. С 1994 по 2000 год — открытое акционерное общество. 27 апреля 2002 года ОАО ликвидировано.
Кроме предприятий металлургии институт проектировал экологические объекты, также строительство неметаллургических предприятий.

## Деятельность
Количество сотрудников Сибгипромеза сократилось с 1500 человек до 20 в 2000 году. Архив Сибгипромеза находится на НКМК.
Создан распоряжением Кемеровского совнархоза от 22 мая 1959 г. в результате реорганизации Сибирского филиала Государственного союзного института по проектированию металлургических заводов «Гипромез».
Институт находился в ведении:
- Кемеровского — Кузбасского совнархозов (1959—1963);
- Госкомитета по чёрной и цветной металлургии при Госплане СССР (1963—1965);
- Министерства чёрной металлургии СССР (1965—1991).

Институт занимался комплексным проектированием металлургических заводов — Новокузнецкий металлургический комбинат , Западно-Сибирский металлургический комбинат, Новокузнецкий алюминиевый завод, Петровск-Забайкальский металлургический завод, «Амурсталь», Гурьевский металлургический завод.
Сотрудники Сибгипромеза в 1990-х давали рекомендации о реконструкции металлургических производств, и создания новых предприятий в Кемеровской области

## Сибгипромез в 2008—2012
В 2009 году Сибгипромез входил в компанию «Эстар», 21 июня 2012 года принято решение о его ликвидации в связи с завершением конкурсного производства.

## Адреса в Новокузнецке
- Орджоникидзе, 13 — до 1986. В одном здании с Сибгипрорудой. (1956—1985)
- Орджоникидзе, 35 (1986—2002)
- Орджоникидзе, 18 — в одном здании с Сибирским промстройпроектом. (2008—2012)

## Известные сотрудники
- Кудрин, Борис Иванович
- Бабун, Роальд Владимирович (с 1960 по 1990)

## Директора
- Кузнецов, Виталий Георгиевич 1960-1973
- Антель, Лев Борисович
- Кулаков, Александр Михайлович
- Коркишко, Геннадий Семёнович 1981—1986
- Михеев, Николай Иванович 1986—1990
- Мартюшов, Сергей Васильевич 1996—1997